# Bobbie Brebde
Robbert Arthur ("Bobbie") Brebde (Den Haag, 31 december 1970) is een Nederlands waterpolospeler.
Brebde nam als waterpoloër eenmaal deel aan de Olympische Spelen, in 2000. Hij eindigde met het Nederlands team op de elfde plaats. In de competitie speelde Brebde onder andere voor AZC uit Alphen aan den Rijn, hij veroverde hier meerdere lands en bekertitels.
Marco Booij · 
Bjørn Boom · 
Bobbie Brebde · 
Matthijs de Bruijn · 
Arie van de Bunt · 
Arno Havenga · 
Bas de Jong · 
Harry van der Meer · 
Gerben Silvis · 
Kimmo Thomas · 
Eelco Uri · 
Niels Zuidweg